# Il était temps (chanson)
Pour les articles homonymes, voir Il était temps.
Chansons représentant la France au Concours Eurovision de la chanson
Chacun pense à soi
(2005) L'Amour à la française
(2007)
Il était temps est la chanson représentant la France au Concours Eurovision de la chanson 2006 à Athènes, interprétée par la chanteuse française Virginie Pouchain. La chanson a été écrite et composée par Corneille, spécialement pour l'Eurovision, selon la volonté du groupe France Télévisions.

## Genèse
Virginie Pouchain, alors coiffeuse, gagnante de l'émission Entrées d'artistes de Pascal Sevran sur France 2 a été choisie, le 14 mars 2006, par les téléspectateurs et un jury présidé par Charles Aznavour au terme de l'heure de grande écoute de la présélection française Eurovision 2006, et si c'était vous ? sur France 3, présenté par Michel Drucker et Claudy Siar. 5 000 personnes se sont présentées au casting en régions et 21 ont été retenues pour ce prime (17 des régions métropolitaines et Outre-mer et 4 de l'émission Entrée d'artistes dont Virginie.
Virginie Pouchain, à l'origine, devait interpréter pour l'Eurovision Vous, c'est nous, une chanson écrite et composée par Corneille. Ne se sentant pas à l'aise avec celle-ci, Corneille lui écrit et compose Il était temps qu'elle chantera en finale du 51e Concours Eurovision de la chanson.

## À l'Eurovision
Elle est intégralement interprétée en français, langue nationale, le choix de la langue étant toutefois libre depuis 1999.
Le 20 mai 2006, lors de la finale du Concours Eurovision de la chanson à Athènes, Virginie chante donc Il était temps, accompagnée sur la scène par le violoncelliste Matheson Bayley (en). Il s'agit de la dix-neuvième chanson interprétée lors de la soirée, après Tina Karol qui représentait l'Ukraine avec Show Me Your Love (en) et avant Severina Vučković qui représentait la Croatie avec Moja štikla (en). Elle se classera seulement 22e sur 24 pays, n'obtenant que 5 points.

## Liste des titres
| 1. | Il était temps                         | Corneille | Corneille |  |
| 2. | Il était temps (version instrumentale) |           | Corneille |  |

## Classements
| Classement (2006) | Meilleure position |
| ----------------- | ------------------ |
| France (SNEP)     | 56                 |

## Historique de sortie
| Pays   | Date | Format    | Label  |
| ------ | ---- | --------- | ------ |
| France | 2006 | CD single | Warner |